# Miami Egyetem
A Miami Egyetem (angolul: University of Miami, rövidtve: UM, UMiami, U of M, és The U) magán kutatóegyetem a floridai Coral Gables-ben, Miami szomszédságában. 2021-ben tizenkét egyetemi kart működtetett volt, 350 programot. Ezek közé tartozik a Leonard M. Miller School of Medicine Miami Health District elnevezésű kerületében, a jogi intézmény a fő campuson és a Rosenstiel School of Marine and Atmospheric Science Virginia Key tengerparton, kutatóintézményekkel megyeszerte.
138 alapfokú, 140 mesterdiploma és 67 doktori programot ajánl, 1925-ös alapítása óta jártak ide tanulók az unió összes államából és 173 országból. 2022 őszén 19 402 tanulója és 3 388 oktatója (összességében 18 101 személyzete) volt. Miami-Dade megye második legnagyobb munkáltatója. Az egyetem fő campusa 0,97 km2 területen fekszik Coral Gables-ben, épületeinek összterülete 530 000 km2. Miami belvárosától 11 kilométerre fekszik.
Az egyetem oktatói között van négy Nobel-díjas, ismert arról, hogy nagyon aktív kutatómunkák területén. 2021-ben az Egyesült Államok 71. legnagyobb egyeteme volt kutatási költségvetés szempontjából, 375 millió dollárt költöttek rá az évben. Florida 171 egyeteme és főiskolája között ide a legnehezebb bekerülni diákoknak, könyvtárrendszere Észak-Amerika egyik legjobbja, 4 millió példánnyal.
Az egyetem sportcsapatai Miami Hurricanes néven ismertek és a National Collegiate Athletic Association első osztályában versenyeznek. Amerikai futballcsapata 1983 óta öt országos bajnoki címet nyert el, míg baseball-csapata négyet 1982 óta.

## Diákok

### Új diákok
|                      | 2022   | 2021   | 2020   | 2019   | 2018   | 2017   | 2016   |
| -------------------- | ------ | ------ | ------ | ------ | ------ | ------ | ------ |
| Jelentkezők          | 49 167 | 42 244 | 40 131 | 38 919 | 34 279 | 30 634 | 32 525 |
| Felvéve              | 9 311  | 12 036 | 13 280 | 10 557 | 11 020 | 10 936 | 12 266 |
| Felvettek %-a        | 18,9%  | 28,5%  | 33,1%  | 27,1%  | 32,1%  | 35,7%  | 37,7%  |
| Megkezde tanulmányát | 2 371  | 2 766  | 2 358  | 2 203  | 2 366  | 2 211  | 2 065  |
| Érdekeltség          | 25,5%  | 23,0%  | 17,8%  | 20,9%  | 21,5%  | 20,2%  | 16,8%  |
| Forrás: UM Factbook  |        |        |        |        |        |        |        |

### Statisztika
| Etnikum         | Összesen |
| --------------- | -------- |
| Fehér           | 42%      |
| Hispán          | 23%      |
| Külföldi        | 13%      |
| Afroamerikai    | 9%       |
| Egyéb           | 7%       |
| Ázsiai          | 5%       |
| Vagyonkategória |          |
| Szegény         | 13%      |
| Gazdag          | 87%      |

## Ranglisták
| Országos                                          | Országos |
| ------------------------------------------------- | -------- |
| Forbes 2022                                       | 100      |
| Times Higher Education / Wall Street Journal 2022 | 47       |
| U.S. News & World Report 2022–2023                | 55       |
| Washington Monthly 2022                           | 252      |
| Nemzetközi                                        |          |
| ARWU 2022                                         | 201–300  |
| QS 2023                                           | 291      |
| Times Higher Education 2023                       | 201–250  |
| U.S. News & World Report                          | 185      |

## Galéria
- Az Otto G. Richter Könyvtár
- A tenger-, és légkörtudományi iskola campusa
- Az egyetem főbejárata
- Az Osceola-tó
- Az egyetem metróállomása
- Diákok az orvosi kar épülete lőtt
- A Gifford Arborétum
- Az egyetemi kórház
- Az egyetem amerikai futball-stadionja, a Hard Rock Stadion

- A Herbert Üzleti Iskola logója
- A Jogi Iskola logója
- A Miller Orvostudományi Iskola logója
- A Miller Orvostudományi Iskola második logója
- A Miami Hurricanes logója
- Az egyetemi kórház logója